# 下呂市立東第一小学校
下呂市立東第一小学校（げろしりつ ひがしだいいちしょうがっこう）は岐阜県下呂市にあった市立の小学校。

## 概要
- 校名の東は、下呂市東部の意味ではなく、旧・郡上郡東村に由来し、校区は旧・東村の地域に該当する。
- 2021年に下呂市金山地区の4つの小学校（金山小学校・菅田小学校・下原小学校・東第一小学校）を統合することが決まり、2021年3月に閉校した[1]。

## 沿革
東第一小学校のHPの沿革によれば、2008年（平成20年）に東第一小学校100周年となっている。これは1908年（明治41年）に旧・東村の3つの尋常学校（岩瀬尋常小学校・戸部尋常小学校・東沓部尋常小学校）が統合し、東村立第一尋常小学校として新たに開校したからである。合併した3つの尋常小学校は分校として存続した。
- 1908年（明治41年） - 岩瀬尋常小学校、戸部尋常小学校、東沓部尋常小学校が統合され、新たに東村立第一尋常小学校が開校する。本校は祖師野の祖師野薬師堂を仮教場とし、旧・岩瀬尋常小学校、戸部尋常小学校、東沓部尋常小学校を仮教場とする。
- 1911年（明治43年） - 東村立第一尋常高等小学校に改称する。
- 1913年（大正2年） - 本校が現在地に新築移転。
- 1915年（大正4年） - 岩瀬、戸部、東沓部の仮教場が、岩瀬分教場、戸部分教場、東沓部分教場として正式に認可される。
- 1917年（大正6年） - 校舎を増築する。
- 1922年（大正11年） - 校舎を改築する[注釈 1]
- 1941年（昭和16年）4月 - 東第一国民学校に改称する。
- 1947年（昭和22年）4月 - 東村立東第一小学校に改称する。大字戸部字登呂瀬に登呂瀬分校を設置。
- 1955年（昭和30年） - 武儀郡金山町、菅田町、益田郡下原村、郡上郡東村が合併し、益田郡金山町が発足。同時に金山町立東第一小学校に改称する。
- 1959年（昭和34年） - 登呂瀬分校を廃止[注釈 2]。
- 1962年（昭和37年） - 戸部分校を廃止。
- 1966年（昭和41年） - 東沓部分校を廃止[注釈 3]。
- 1971年（昭和46年） - 金山町立東第二小学校[注釈 4]を統合する。東第二小学校弓掛分校は金山町立東第一小学校に移管される。
- 1972年（昭和47年） - 弓掛分校、岩瀬分校を廃止。
- 1974年（昭和49年） - 新校舎（鉄筋コンクリート造）が完成。
- 1979年（昭和54年） - 屋内運動場が完成。
- 2004年（平成16年）3月1日 - 下呂町、萩原町、金山町、小坂町、馬瀬村が合併し、下呂市が発足。同時に下呂市立東第一小学校に改称する。
- 2021年（令和3年）3月31日 - 旧下呂市立金山小学校と統合し、閉校。

## 著名な出身者
- 加藤翼（プロ野球選手）